# Rue Van Hammée
Pour les articles homonymes, voir Van Hammée.
La rue Van Hammée (en néerlandais : Van Hamméestraat) est une rue bruxelloise de la commune de Schaerbeek qui va de l'avenue Paul Deschanel à la place Colonel Bremer en passant par la rue Monrose et la rue Albert de Latour.
La rue porte le nom du peintre belge Antoine Van Hammée, né à Malines le 25 mars 1836 et décédé à Schaerbeek le 6 janvier 1903.

## Adresses notables
- no 33 : Satrapierre
- no 59 : Pollux, maison communale d’accueil de l’enfant (MCAE)

## Sources
- Rue Van Hammée – Inventaire du patrimoine architectural de la Région de Bruxelles-Capitale
- La Chanson des rues de Schaerbeek de Jean Francis. Louis Musin Éditeur – Bruxelles 1975 (page 89)
- Les rues de Schaerbeek de J.A. Dekoster. Édité par l'asbl AMAS (les Amis de la Maison des Arts de Schaerbeek) – 1981 (page 116)